# Prosenoides dispar
Prosenoides dispar är en tvåvingeart som först beskrevs av Villeneuve 1938.  Prosenoides dispar ingår i släktet Prosenoides och familjen parasitflugor.
Artens utbredningsområde är Kongo. Inga underarter finns listade i Catalogue of Life.